# مش اسماعیل
توکل اسماعیلی (۱۳۰۲-۱۳۷۳)، مشهور به مش اسماعیل و حاج اسمال، مجسمه‌ساز و هنرمند خودآموخته‌ی هنر خام ایرانی بود.
توکل اسماعیلی در سال ۱۳۰۲، در قزوین متولد شد. او مجسمه‌سازی را هنگامی که در دانشکده هنرهای زیبای دانشگاه تهران مستخدم بود، با راهنمایی و حمایت اساتید وقت دانشگاه، بخصوص پرویز تناولی که در آن هنگام رئیس گروه مجسمه سازی این دانشگاه بود، شروع کرد. کارهای او بیشتر با مفتول آهنی و جوشکاری اجرا می‌شده است. او به خاط مهارت و ذوقی که داشت توسط استاد پرویز تناولی آموزش دید و  در کنار وظایف خود در دانشگاه، به دانشجویان دانشکده نیز در روند ساخت و پیشبرد آثارشان یاری می رساند. در دهه ۱۳۵۰ آثار او با استقبال روبرو شد و مجموعه‌داران شروع به جمع‌آوری آثارش کردند. آثارش در گالری‌های مشهور ایران و نمایشگاه معتبر جهان به نمایش درآمد. برخی از کارهایش در پارک‌های تهران و دیگر فضای شهری نصب شده است؛ مانند مجسمه رستم و دیو سفید در ورزشگاه آزادی تهران.
وی در روز هشتم آبان ماه ۱۳۷۳ در تهران درگذشت و در قم به خاک سپرده شد.

## از نگاه دیگران
پرویز تناولی:  «در دنیا هنرمندانی وجود دارند که بدون تحصیلات و تربیت آکادمیک و با استفاده از هوش و ذوق خود به‌سوی هنر می‌آیند و کارهای عامیانه انجام می‌دهند، کارهایی که خیلی زود جای خود را در میان مردم پیدا می‌کنند، مش اسماعیل، تنها نمونه از این‌ دست هنرمندان در مجسمه‌سازی ایران است.»